# シソイ・ヴェリキィー (海防戦艦)
| 竣工直後のシソイ・ヴェリキィー | |
| 艦歴                           | |
| 運用者                         | ロシア帝国海軍 |
| 発注                           | サンクトペテルブルク・アドミラルティ工廠 |
| 起工                           | 1892年5月 |
| 進水                           | 1894年6月1日 |
| 就役                           | 1896年8月 |
| 退役                           | |
| その後                         | 1905年5月28日戦没 |
| 除籍                           | |
| 前級                           | トリ・スヴィティテリア |
| 次級                           | ペトロパブロフスク級 |
| 性能諸元                       | |
| 排水量                         | 常備：10,400トン |
| 全長                           | 107.2 m 105.16 m（水線長） |
| 全幅                           | 20.7 m |
| 吃水                           | 7.7 m（常備） 8.8 m（満載） |
| 機関                           | ベルヴィール式石炭専焼円缶8基 +直立型3段膨張式3気筒レシプロ機関2基2軸推進 |
| 最大出力                       | 8,640 hp |
| 最大速力                       | 15.6ノット |
| 航続距離                       | 10ノット/4,400海里 |
| 燃料                           | 石炭：550トン（常備） 1,000トン（満載） |
| 乗員                           | 582名 |
| 兵装                           | Pattern 1895 30.5 cm（40口径）連装砲2基 Pattern 1892 15.2 cm（45口径）単装速射砲6基 6.5 cm（19口径）野砲2基 4.7 cm（43口径）単装砲12基 3.7 cm（23口径）単装速射砲10基 3.7cm回転式5連装ガトリング砲2基 38.1 cm水上魚雷発射管単装6基 機雷50発                                                                      |
| 装甲                           | （ニッケル鋼製） 舷側：203～406 mm（機関区）、152～305 mm（主砲弾薬庫）、127 mm（上甲板側面） 甲板：64 mm（水平面）、76 mm（傾斜部） 主砲塔：254 mm（前盾・側盾）、305 mm（後盾）、51 mm（天蓋） 主砲バーベット：254 mm（甲板上部） 229 mm（甲板下部） 副砲ケースメイト：127 mm（最厚部） 司令塔：229 mm（側盾） |

シソイ・ヴェリキィー（ロシア語: Сисо́й Вели́кий, ラテン文字転写: Sisoy Velikiy）は、ロシア海軍がバルト海向けに建造した海防戦艦で同型艦はない。基本設計は同年代のイギリス海軍の前弩級戦艦であるロイヤル・サブリン級戦艦を模倣しており、船体形状は酷似している。一方でロイヤル・サブリンが砲塔に囲いのない露砲塔であったのに対し、本艦はフランス式の楕円筒型の完全な砲塔形式にするなど、これまでのロシア海軍の大型艦と異なり装甲艦から前弩級戦艦への変換への過程を独自の工夫が見られる艦である。日露戦争で実戦参加し、日本海海戦の翌日に対馬韓崎の東方海上で沈没。艦名は5世紀エジプトの聖人、大シソイ（en:Sisoes the Great）のこと。

## 艦容

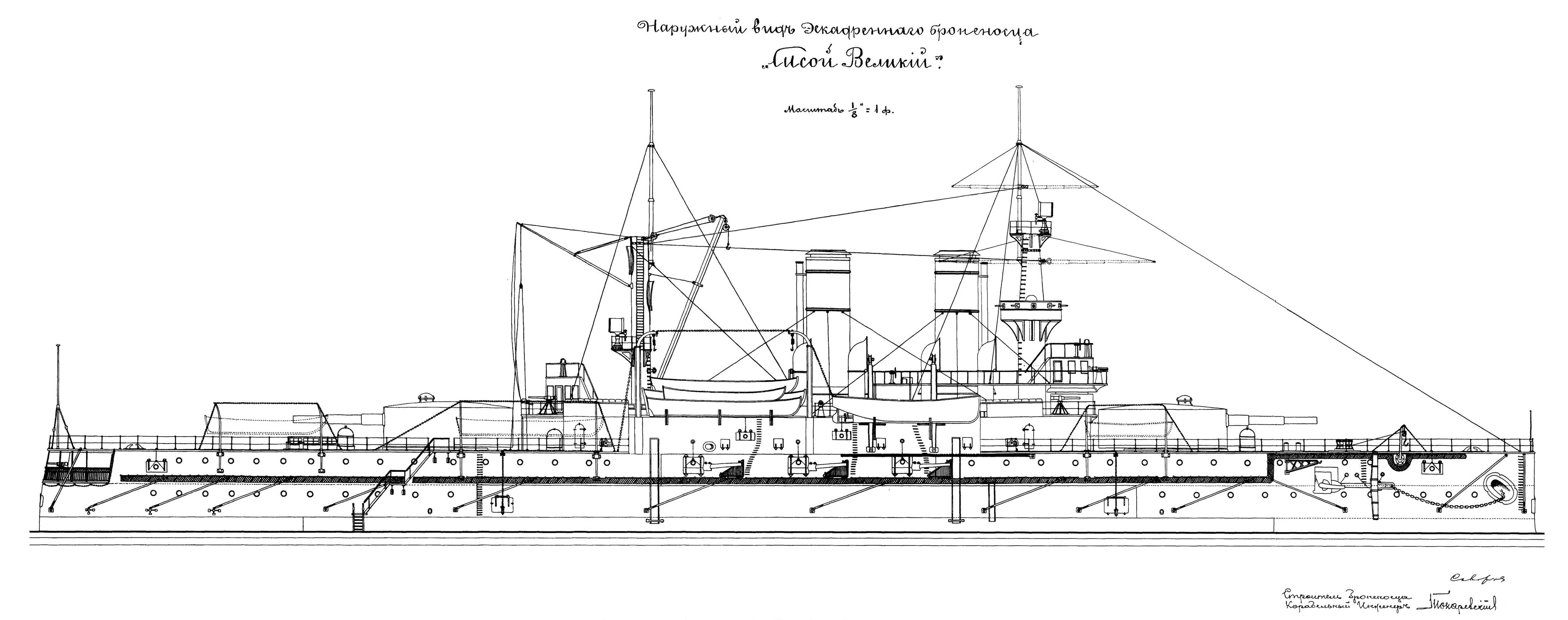
本艦の艦形を示した図。

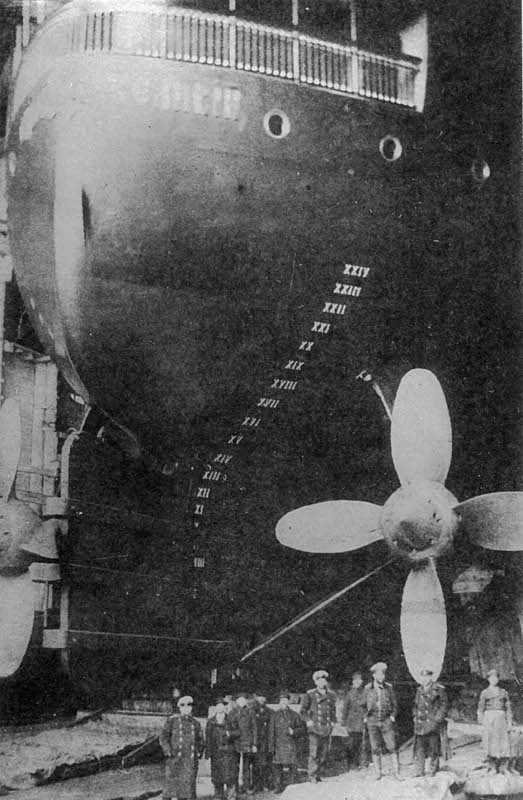
艦尾から撮られた本艦。

船体形状は「トリ・スヴィティテリア」よりも乾舷の高い平甲板型船体となっている。水面下に衝角を持ち、水面から垂直に切り立った艦首から艦首甲板上に30.5 cm連装主砲塔が1基、その背後に司令塔を組み込んだ操舵艦橋の左右にオチキス 3.7 cm回転式5連装ガトリング砲を1基ずつ計2基を配置し、艦橋の背後にミリタリーマストが立つ。ミリタリーマストとはマストの上部あるいは中段に軽防御の見張り台を配置し、そこに37 mm～47 mmクラスの機関砲(速射砲)を配置した物である。これは、水雷艇による奇襲攻撃を迎撃するために、遠くまで見回せる高所に対水雷撃退用の速射砲あるいは機関砲を置いたのが始まりである。形状の違いはあれど、この時代の列強各国の大型艦の多くに見られたマストの形態であった。
本艦のミリタリーマストは円筒状となっており、頂部と中段の二層式の見張り台が設けられており、下段部は10つの開口部から37 mm（23口径）速射砲10基を配置した。後檣は単脚式である。前部ミリタリー・マストの背後には2本煙突が立ち、その周囲は煙管型の通風筒が立ち習い、その外側は艦載艇置き場となっており、様々な大きさのボート・ダビッドにより水面に下ろされた。後部甲板上には30.5 cm連装主砲塔が後向きに1基配置された。本艦の舷側のケースメイト（砲郭部）には15.2 cm単装砲が片舷3基ずつ計6基と、その上部に砲門を空けて47 mm（43口径）速射砲を単装で片舷2基ずつ計4基を舷側配置し、上部構造物の艦載艇置き場の脇に片舷3基ずつ計6基、艦尾側に左右1基ずつ計2基を配置した。

### 主砲
本艦の主砲は前級に引き続き国産の「Pattern 1895 30.5 cm（40口径）砲」を採用した。その性能は重量331.7kgの主砲弾を最大仰角15度で射距離14,640 mまで届かせる事ができる性能であった。本艦において採用された連装砲塔はフランス式の全周囲防御を持つ砲塔で、ロシア海軍の後に建造された戦艦全てのモデルとなった。
仰角は15度・俯角5度であった。旋回角度は首尾線方向を0度として左右135度の旋回角が可能であった。装填形式は固定角装填式で装填角度は仰角3度で行われ、発射速度は毎分1発であった。

### その他の備砲・水雷兵装
副砲は「Pattern 1892 15.2 cm（45口径）速射砲」を採用した。その性能は重量41.4 kgの砲弾を最大仰角20度で射距離11,520 mまで届かせる事ができる性能であった。仰角20度・俯角3度で旋回角度は100度の旋回角が可能であった。発射速度は毎分7発であった。これを舷側ケースメイト（砲郭）配置で単装砲架で片舷3基ずつ計6基を配置した。
水雷艇迎撃用にフランスのオチキス社製「オチキス 4.7 cm（43口径）機砲」を12基、同じくオチキス社の「オチキス 3.7 cm（23口径）5連装ガトリング砲」を10基装備した。他に対地攻撃用に6.5 cm野砲を片舷1基ずつ計2基有する。火砲以外に対艦攻撃用の38.1cm魚雷水上発射管を単装で6基装備し、封鎖作戦用として機雷50発も搭載できた。

## 艦歴
1891年7月25日/8月6日建造開始。1892年5月7日/5月19日起工。1894年5月20日/6月1日進水。
「シソイ・ヴェリキィー」は地中海へ派遣され、1897年3月3日/3月15日にスダ湾沖で砲塔の爆発事故を起こした。この事故で16名が即死、15名が負傷し、負傷者のうち6名も後に死亡した。修理後極東へ向かい、1898年3月16日/3月28日に旅順に到着した。1902年にバルト海に戻った。
日露戦争では第2太平洋艦隊に加わって日本海海戦に参加。昼戦で被弾し、夜戦では魚雷1発を受けた。対馬へ向かう途中、日本の仮装巡洋艦「信濃丸」、「台南丸」、「八幡丸」に発見され降伏。日本側は「シソイ・ヴェリキィー」を曳航しようとしたものの艦の沈降が進んだため断念し、その後「シソイ・ヴェリキィー」は沈没した。「シソイ・ヴェリキィー」乗員は「信濃丸」に164名、「台南丸」に196名、「八幡丸」に253名が収容された。なお、「シソイ・ヴェリキィー」の定員は約660名であった。

## 余談
日本海海戦時において、当時の日本ではロシアの艦名が記憶できず、安保清種らの手によって特異的な呼び方をしていた。このシソイ・ヴェリキーは「薄いブリキ」と訳されていたという。